# Prix Lamb
Le prix Lamb de l'Académie des Sciences récompense des travaux effectués pour la défense nationale. Son nom est celui de Willis Eugene Lamb. Il est attribué tous les deux ans depuis la date de sa création (1938) jusqu'en 2012, et depuis lors tous les trois ans.

## Lauréats
- 2022 Élizabeth Blanc[1].
- 2016 Laurent Calvez[2],[3].
- 2012 Gérard Le Lann[4],[3].
- 2009 Arnaud Landragin[3].
- 2007 Claude Delmas[3].
- 2005 Philippe Bois et Éric Costard[3].
- 2003 Gérard Destefanis[3].
- 2011 Michel Decroisette[3].
- 1999 Yves Caristan[5],[3].
- 1997 Patrick Carton, Georges Hardier, Jean-Pierre Jung et Alain Le Pourhiet[6],[3].
- 1996 Jean-Pierre Huignard[3].
- 1994 Jean-Claude Fontanella[3].
- 1992 Daniel Bouche et Bruno Scheurer[3].
- 1990 Jean Lashkar[3].
- 1988 Georges Maire[3].
- 1986 Yves Bonnet, Jacques Delafosse et Roger Delayre[3].
- 1984 Henri Mermoz[3].
- 1982 Jacques Boileau[3].
- 1980 Georges Lonchampt[7],[3].
- 1978 Roger Marguet et Jean Le Manach[8],[3].
- 1976 Émile Stauff et Henri Labrunie[8],[3].
- 1974 Robert Dautray[9],[3].
- 1972 Micheline Matrot, Jacques Dorey[6] et André Chesné[3].
- 1970 Pierre Carrière[6].
- 1966 Roger Chevalier[8].
- 1964 Georges Malandain[8].
- 1962 Georges Barbe[8].
- 1958 Pierre Girardin, Antonin Collet-Billon et Jean Sevestre[8].
- 1956 Robert Legendre[8],[6].
- 1954 André Gempp[8].